# Donk (automóvel)

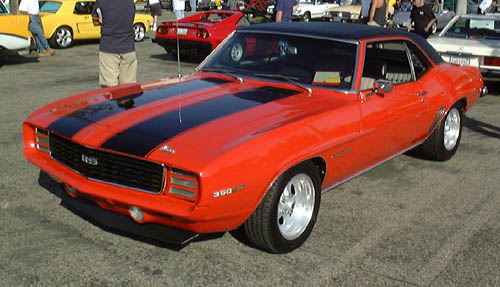
Chevrolet Camaro

Hi-riser, também designado como donk, é um tipo de automóvel muito customizado popular no sul da Flórida, nos Estados Unidos. Uma das suas características, ainda que não seja de presença obrigatória, são as rodas dianteiras grandes. Em relação ao termo donk, não se sabe ao certo a sua origem. Diz-se que pode ser uma referência ao logotipo do Impala, que se assemelha a um burro (em inglês: donkey); a traseira do Chevy, que quando se levanta e quica, lembra o animal; ou uma gíria à anca feminina. Seja como for, os hi-risers, após surgirem na Flórida, se espalharam por todo o país e ganharam lojas especializadas em sua venda.